# يوليوس الثاني
البابا يوليوس الثاني (بالفرنسية: Jules II)‏ (بالإيطالية: Papa Giulio 2) (بالإيطالية: Iulius 2) (5 ديسمبر 1443- 21 فبراير 1513)، اسمه بالولادة جيوليانو ديلا روفير، شغل منصب رئيس الكنيسة الرومانية الكاثوليكية وحاكم الدولة البابوية بين عامي 1503 و1513. أُطلق عليه لقب البابا المغوار أو البابا المُهيب، لم يُختر اسمه البابوي إكرامًا للبابا يوليوس الأول بل اقتداءً بيوليوس قيصر. كان يوليوس الثاني أحد أقوى البابوات وأكثرهم تأثيرًا، وكان شخصية مركزية في النهضة العليا وترك بصمة مهمة في التاريخ الحديث.
استلم يوليوس الثاني منصب البابا في خضم الحروب الإيطالية، وهي فترة تنازعت فيها القوى الأوروبية الأساسية على السيادة في شبه الجزيرة الإيطالية. سيطر ملك فرنسا لويس الثاني عشر على دوقية ميلانو، التي كانت تحكمها عائلة سفورزا قبل ذلك، وحل التأثير الفرنسي محل حكم عائلة ميديشي في جمهورية فلورنسا. كانت مملكة نابولي خاضعة للحكم الإسباني، وكانت عائلة بورجيا الإسبانية تشكل فصيلًا سياسيًا رئيسًا في الولايات البابوية بعد حكم إسكندر السادس. كان ماكسيمليان الأول أرشيدوق النمسا معاديًا لفرنسا والبندقية، ورغب بالنزول إلى إيطاليا للظفر بالتتويج البابوي ليصبح الإمبراطور الروماني المقدس. تضمنت معاهدة انتخاب البابا التي سبقت انتخابه عدة شروط، مثل افتتاح مجمع مسكوني وتنظيم غزو صليبي ضد الأتراك العثمانيين. فور تتويجه، أعلن يوليوس الثاني هدفه بجعل الولايات البابوية مركزية (في جزء كبير يدمج بين العامة والأعيان) و«تحرير إيطاليا من البربريين».
في السنوات الأولى لتوليه منصب البابا، أبعد يوليوس عائلة بورجيا عن السلطة ونفاها نحو إسبانيا. كان لتشيزري بورجيا -ملك رومانيا- المصير نفسه وخسر ممتلكاته. عام 1506، بدأ يوليوس الثاني إعادة بناء كاتدرائية القديس بطرس وأسس مجموعة الحرس السويسري الشهيرة لحمايته بشكل شخصي. ووقع معاهدة توردسيلاس في العام ذاته، وأسس أول مطرانية في الأمريكتين، وبدأ بنشر الكاثوليكية في الأمريكتين، وقاد حملة ناجحة في رومانيا ضد لوردات بولونيا وبيروجيا. عام 1508، عُهد إليه بغرف رافاييل ولوحات ميكيلانجيلو في كنيسة سيستينا. انضم أيضًا إلى رابطة مناهضة لمدينة البندقية تشكلت في كامبريه بين فرنسا، وإسبانيا، والنمسا، بهدف السيطرة على ساحل رومانيا، بالإضافة إلى كل من مدينتي ريميني وفاينزا في جمهورية البندقية. بعد تحقيق هذا الهدف، أنشأ «رابطة مقدسة» مناهضة لفرنسا مع البندقية بعد هزيمتها في معركة أنياديللو. وكان هدفه الرئيس مجددًا هو «طرد البربريين». ضم يوليوس الثاني إسبانيا إلى التحالف، معلنًا أن نابولي أصبحت إقطاعية بابوية، ووعد فرناندو الثاني الكاثوليكي بمنصب رسمي. بعد الاعتراف المسبق بماكسيليان ليكون الإمبراطور الروماني المقدس، عن طريق الإعلان أن الانتخابات الإمبراطورية كافية لاستخدام لقب الإمبراطور دون التتويج البابوي، حصل لاحقًا على دعم سكان هابسبورغ ضد فرنسا أيضًا. قاد يوليوس الثاني القوات البابوية المسلحة بنفسه في معركة ميراندولا التي حققوا فيها نصرًا ساحقًا، على الرغم من الهزائم المتلاحقة والخسائر الكبيرة في معركة رافينا، وأجبر القوات الفرنسية التي يقودها لويس الثاني عشر على التراجع إلى ما خلف جبال الألب في النهاية بعد وصول المرتزقة السويسريين من الإمبراطورية الرومانية المقدسة.
عرَّف يوليوس الثاني عن نفسه بأنه «محرر إيطاليا» خلال مؤتمر مانتوفا عام 1512. وتنفيذًا لأوامر يوليوس، أُعيدت العائلات الإيطالية إلى السلطة لتحل محل السلطة الفرنسية: استرجع الأباطرة والسويسريون حكم عائلة سفورزا في ميلانو بقيادة ماسيميليانو سفورزا، وأعاد أحد الجيوش الإسبانية بقيادة جيوفاني دي ميديشي (ليو العاشر) حكم عائلة ميديشي في فلورنسا، واعتُرف بمملكة نابولي بصفتها إقطاعية بابوية. استعاد أهالي مدينة البندقية أراضيهم التي احتلها الفرنسيون، وانضمت بارما وبياتشنزا إلى الولايات البابوية. سُحقت حركة المصالحة التي دعمها ملوك أجانب، وأكد يوليوس الثاني على السلطة المطلقة للبابا في مجمع لاتران الخامس. عادة ما تُعتبر هذه اللحظة في علم التأريخ التقليدي بأنها أكثر اللحظات التي اقترب فيها عصر النهضة في إيطاليا من التوحد بعد نهاية العصبة الإيطالية في القرن الخامس عشر. على أي حال، لم يكن يوليوس الثاني يفكر في تشكيل مملكة إيطالية واحدة، ولم يكن هذا هو هدفه؛ لأن الجيوش الأجنبية شاركت في حربه وكان الفرنسيون يجهزون حملات جديدة ضد السويسريين للسيطرة على ميلانو. كانت نابولي -رغم إعلانها إقطاعية بابوية- ما تزال تحت سيطرة الإسبان، وفي الواقع، صرَّح يوليوس الثاني لسفير البندقية بوجود خطة مفادها تسليم المملكة لمستشاره لويجي داراغونا. وعلى الرغم من ذلك، بحلول عام 1513، حقق هدفه بجعل البابوية القوة الرئيسة في الحروب الإيطالية.
خطط يوليوس للاستعانة بالصليبيين ضد الإمبراطورية العثمانية بهدف استعادة القسطنطينية، لكنه توفي قبل الإعلان رسميًا عن ذلك. أعاد خليفته البابا ليو العاشر مع الإمبراطور ماكسيميليان تأسيس ولاية ما قبل الحرب عبر المصادقة على معاهدات بروكسل ونويون (1516): سيطرت فرنسا على ميلانو مجددًا بعد انتصار فرانسوا الأول ملك فرنسا في معركة مارينيانو، واعتُرف بإسبانيا على أنها الحاكم المباشر لنابولي. على أي حال، بقيت الولايات البابوية مستقلة ومركزية نتيجة لسياسات يوليوس وبقي عمل البابوية أساسيًا على الصعيدين الدبلوماسي والسياسي أثناء القرن السادس عشر في إيطاليا وأوروبا. وصف نيكولو ميكيافيلي يوليوس الثاني في أعماله بأنه الأمير المثالي. زار مارتن لوثر روما عام 1510، وأدان البروتستانت ممارسات يوليوس ببيع صكوك الغفران بعد وفاته. وصف العالم إيراسموس روتردام، في حواره بعنوان إقصاء يوليوس من الجنة، البابا يوليوس الثاني في حياته ما بعد الموت مخططًا للاستيلاء على الجنة.

## منصب الكاردينال
بعد انتخاب عمه لتولي منصب البابا سيكتوس الرابع في 10 أغسطس من عام 1471، عُيِّن جيوليانو أسقف كاربينترا في الكومتات فينايسين في 16 أكتوبر من عام 1471. وترقى مباشرة إلى رتبة كاردينال في 16 ديسمبر من عام 1471 نتيجة للمحسوبيات، وعُهد إليه بأمور الكنيسة نفسها التي كان عمه مسؤولًا عنها، وهي كنيسة سان بيترو في فينكولي. وبسبب سلسلة من النشاطات السيمونية والتعددية، شغل عدة مناصب في آن واحد، بالإضافة إلى منصب مطران أفينون، شغل أكثر من ثمانية مناصب مطرانية أخرى، من بينها مطران لوزان منذ عام 1472، وكوتانس (1476- 1477).
عام 1474، قاد جيوليانو جيشًا باتجاه تودي، وسبوليتو، وتشيتا دي كاستيلو ممثلًا للبابا. عاد إلى روما في شهر مايو، برفقة الدوق فيديريكو دا مونتيفيلترو الذي وعد بتزويج ابنته لجيوفاني شقيق جيوليانو، الذي شغل فيما بعد منصب لورد سينيغاليا وموندوفي. في 22 ديسمبر من عام 1475، أنشأ البابا سيكتوس الرابع مطرانية جديدة في أفينون، وعهد بها إلى الأسقف المساعد في أبرشية بيسون لا رومين، وكافايلون، وكاربينترا. وعيَّن جيوليانو ليشغل منصب الأسقف الأول. بقي جيوليانو على رأس عمله في الأبرشية حتى انتخابه لاحقًا لمنصب البابا. عام 1476، استُحدِث منصب ممثل البابا، وغادر روما قاصدًا فرنسا في شهر فبراير. في 22 أغسطس من عام 1476، أسس كوليجيوم دو روفير في أفينون، عاد إلى روما في 4 أكتوبر من عام 1476.

## روابط خارجية
- يوليوس الثاني على موقع الموسوعة البريطانية (الإنجليزية)
- يوليوس الثاني على موقع إن إن دي بي (الإنجليزية)